# Lot orbitalny

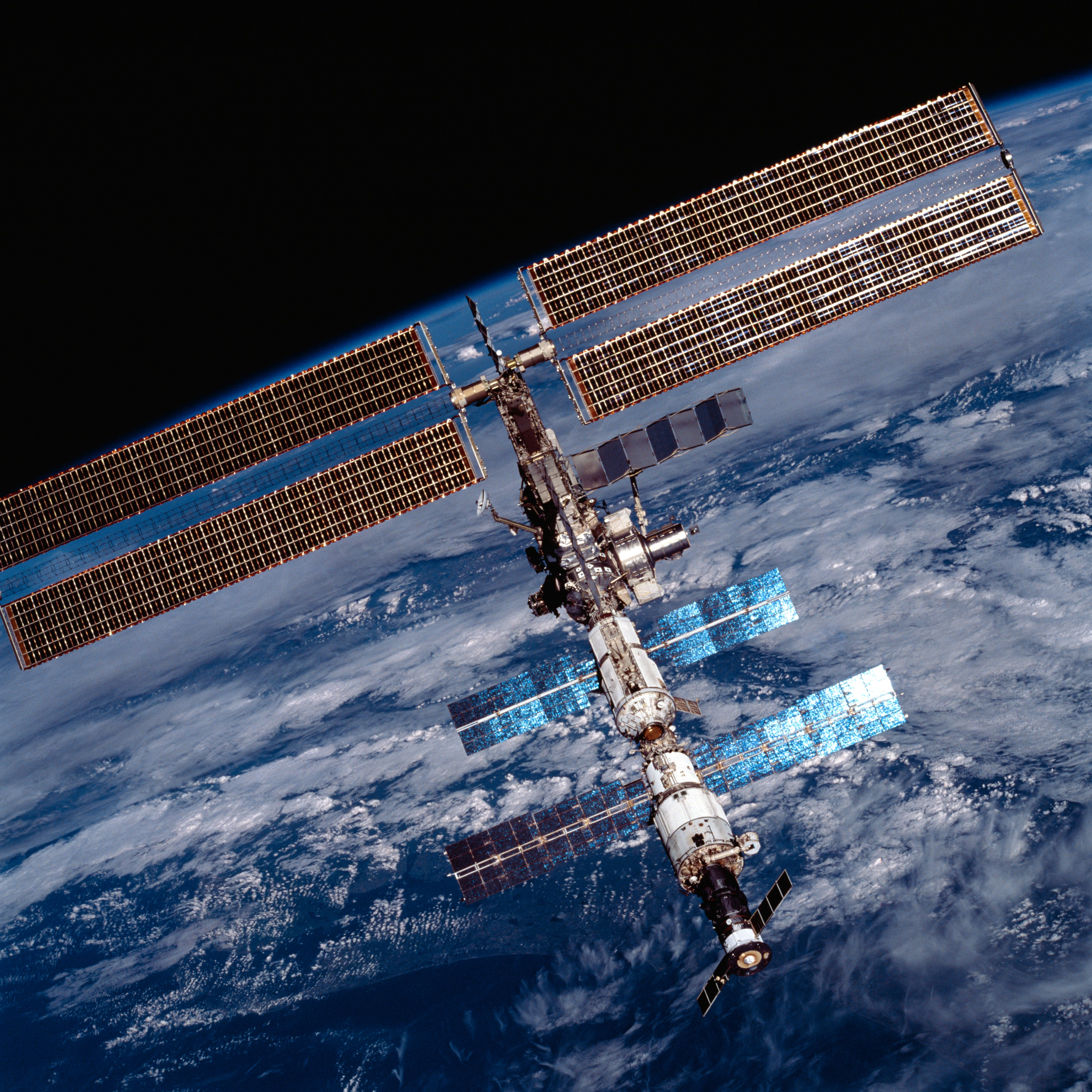
Międzynarodowa Stacja Kosmiczna w czasie jej montażu na orbicie okołoziemskiej, zdjęcie z 20 sierpnia 2001

Lot orbitalny (lub orbitalny lot kosmiczny) jest lotem kosmicznym, w czasie którego statek kosmiczny jest umieszczony na trajektorii, na której może pozostać w przestrzeni kosmicznej przynajmniej na jedno okrążenie orbity. Aby mogło być to dokonane wokół Ziemi, pojazd musi być na swobodnej trajektorii, której pułap w perygeum (pułap w momencie największego zbliżenia) wynosi powyżej 100 km (ze względu na definicję granicy przestrzeni kosmicznej).
Wyrażenie „orbitalny lot kosmiczny” stosowane jest głównie w celu wyróżnienia lotów suborbitalnych, w których w apogeum pojazd osiąga przestrzeń kosmiczną, ale w perygeum jest zbyt nisko.

## Start do lotu orbitalnego
Orbitalny lot kosmiczny z Ziemi może być osiągnięty tylko poprzez start rakietowy wykorzystujący duże rakiety, które mogą osiągnąć delta-v na poziomie przynajmniej 9,3-10 km/s. Ta wartość pozwala na pokonanie oporu atmosferycznego (około 300 m/s ze współczynnikiem balistycznym 20-metrowego pojazdu o gęstym paliwie), grawitacji (zależnie od czasu działania rakiet, szczegółów trajektorii i pojazdu startowego), uzyskanie docelowego pułapu i przyspieszenia poziomego, niezbędnych do osiągnięcia prędkości orbitalnej, która wynosi około 7,8 km/s dla najniższej orbity kołowej. 
Obecnie jedyną sprawdzoną techniką jest prawie pionowy start, a po kilku kilometrach dokonanie zwrotu grawitacyjnego, po czym stopniowe spłaszczanie trajektorii, aby na wysokości powyżej 170 km ciąg kierować do lotu poziomego (rakieta będzie skierowana lekko w kierunku zenitu, aby pokonać grawitację i zachować pułap) przez kolejne 5-8 minut, do momentu osiągnięcia prędkości orbitalnej. Do osiągnięcia odpowiedniego delta-v konieczne jest stosowanie dwu- lub trzystopniowych rakiet.
Potencjalną alternatywą są nierakietowe techniki, na przykład pętla startowa.

## Stabilność
Obiekt na orbicie o pułapie około 200 km i mniej jest uznawany za niestabilny ze względu na opór atmosferyczny. Satelity i inne obiekty, które mają pozostać na niskiej orbicie okołoziemskiej dłużej niż kilka miesięcy, umieszczane są na pułapie przynajmniej 350 km.
Dokładne zachowanie obiektów na orbicie zależy od pułapu, ich współczynnika balistycznego, a także od elementów pogody kosmicznej, która może wpływać na zasięg górnych warstw atmosfery.

## Orbity

Różne orbity okołoziemskie w skali. Kolor żółty oznacza strefę orbit średnich.

Istnieją trzy główne przedziały orbit wokół Ziemi: niska orbita okołoziemska, pośrednia orbita kołowa i orbita geostacjonarna.
Według astrodynamiki, orbity to płaszczyzny wokół Ziemi, do których należy środek planety. Płaszczyzny mogą być przekrzywione względem równika. Ziemia obraca się wokół swojej osi wewnątrz tej orbity, a względny ruch pojazdu kosmicznego i ruch powierzchni Ziemi określa pozycję, w której znajduje się pojazd patrząc z powierzchni Ziemi, oraz które części Ziemi są widoczne z pojazdu.
Opuszczając prostą z pojazdu na powierzchnię Ziemi, możliwe jest wyznaczenie śladu powierzchniowego, który pokazuje nad którym punktem na Ziemi pojazd aktualnie się znajduje. Ślad powierzchniowy stosowany jest, aby pomóc zwizualizować przebieg orbity.

## Powrót
Ze względu na duże prędkości lotów orbitalnych, ponowne wejście w atmosferę jest o wiele trudniejsze w porównaniu do lotu suborbitalnego.
Nawet jeśli pojazd jest satelitą, który po użyciu jest zbędny, większość organizacji zajmujących się lotami kosmicznymi nalega na kontrolowane ponowne wprowadzenie pojazdu w atmosferę Ziemi, aby uniknąć problemu kosmicznych śmieci docierających do powierzchni i mogących spowodować znaczne zniszczenia, a także stwarzać zagrożenie dla życia. Oprócz tego, kontrolowane zniszczenie pojazdów pozwala na minimalizację ilości odpadków znajdujących się na orbicie.
Pojazdy, które mają w całości powrócić na Ziemię (włączając w to pojazdy załogowe), muszą w jakiś sposób spowolnić lot w górnych warstwach atmosfery oraz uniknąć zderzenia z powierzchnią (hamowanie uderzeniowe) i spalenia w atmosferze. Problem zejścia poniżej prędkości orbitalnych został rozwiązany przez wykorzystanie oporu aerodynamicznego (hamowanie aerodynamiczne), który powoduje wytracenie prawie całej prędkości. Na etapie lotu orbitalnego, wstępne spowolnienie jest realizowane przez impuls hamujący silników rakietowych projektu, który zmienia orbitę, obniżając perygeum, aż do osiągnięcia trajektorii suborbitalnej.
Hamowanie aerodynamiczne jest osiągane przez ustawianie powracającego pojazdu kosmicznego tak, aby osłony termiczne były skierowane do atmosfery, aby ochronić pojazd przed wysokimi temperaturami wytwarzanymi przez kompresję atmosfery oraz tarcie wywołane przez przemieszczanie się przez atmosferę z prędkością hipersoniczną. Energia termiczna jest rozpraszana głównie przez kompresyjne ogrzewanie powietrza w fali uderzeniowej przed pojazdem, korzystając z tępego kształtu osłony termicznej, której głównym założeniem jest minimalizacja ciepła przedostającego się do pojazdu. Suborbitalne loty kosmiczne, które odbywają się na znacznie mniejszych prędkościach, nie wytwarzają aż takich temperatur przy ponownym wchodzeniu w atmosferę.